# Уотсон, Хезер
Хезер Мириам Уотсон (англ. Heather Miriam Watson; род. 19 мая 1992, Сент-Питер-Порт) — британская профессиональная теннисистка; победительница девяти турниров WTA (из них четыре в одиночном разряде); победительница одного турнира Большого шлема в миксте (Уимблдон-2016); финалистка одного турнира Большого шлема в миксте (Уимблдон-2017); бывшая третья ракетка мира в юниорском рейтинге; победительница одного юниорского турнира Большого шлема в одиночном разряде (Открытый чемпионат США-2009); финалистка одного юниорского турнира Большого шлема в парном разряде (Открытый чемпионат Франции-2009).

## Общая информация
Мама британки — Мишель — родом из Папуа-Новой Гвинеи, отец — Ян — родом из Манчестера. У Уотсон также есть брат Адам и две сестры — Стефани и Джулия.
Хезер пришла в теннис по собственной инициативе в 7 лет, вместе с родителями. Помимо тенниса в разное время занималась балетом, сквошем и бадминтоном.
Любимые покрытия — хард и трава, любимый турнир — Уимблдон.
Своими сильными сторонами как теннисистки считает работу ног и скорость передвижения по корту. Склонна к борьбе в матче до последнего мяча.

## Спортивная карьера

### Начало карьеры

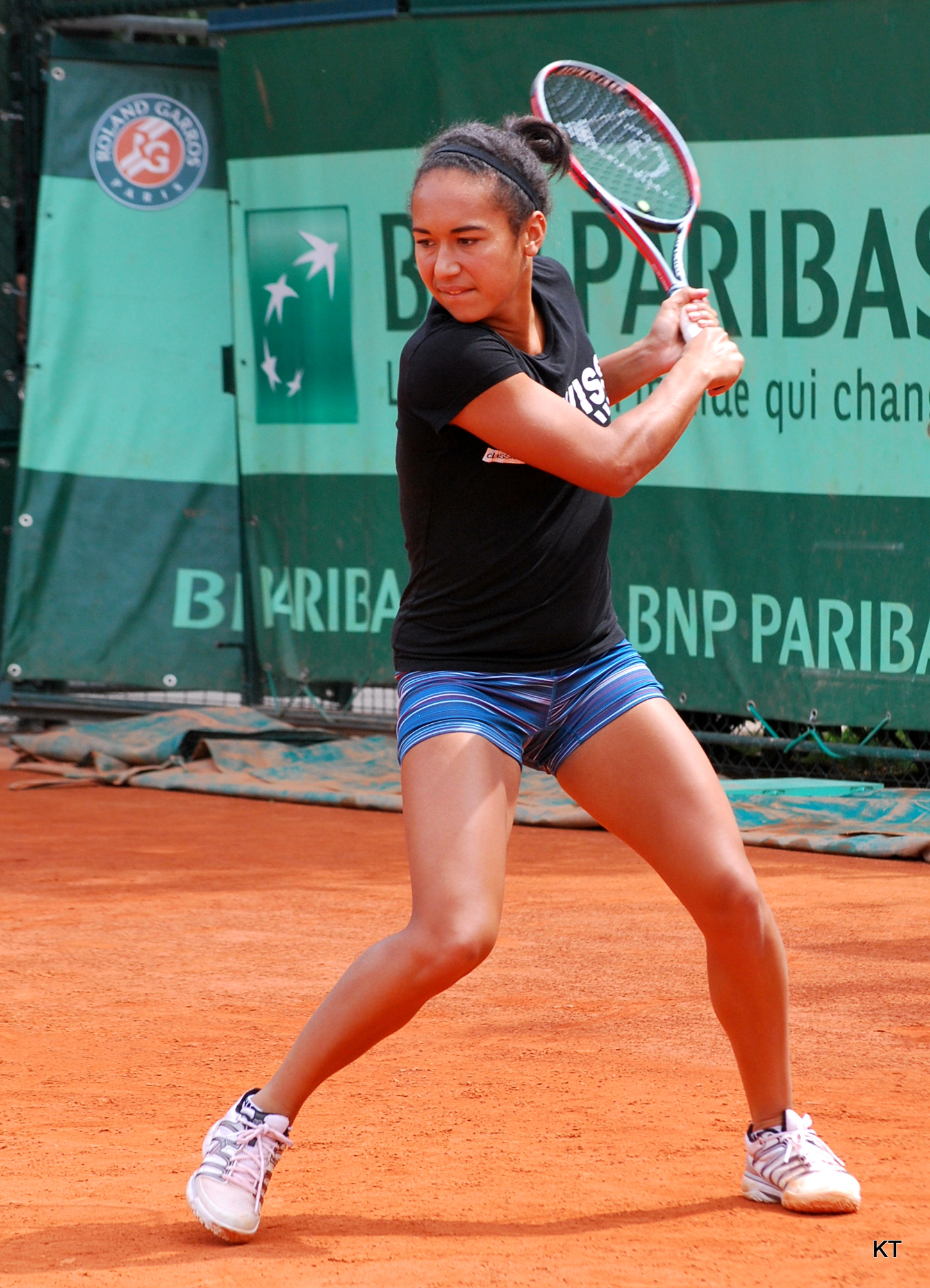
Уотсон на Открытом чемпионате Франции 2012 года

Уже на юниорском этапе карьеры Уотсон обратила на себя внимание. Она выигрывала чемпионат Великобритании в разных возрастных категориях. В 2009 году она смогла выиграть юниорский Открытый чемпионат США. В том же году она сыграла в финале юниорского Ролан Гаррос в парном разряде в альянсе с Тимеей Бабош. В юниорском рейтинге она смогла подняться максимально на третью позицию.
В 2009 году Уотсон впервые начала выступать на профессиональных турнирах и в июле победила на первом для себя, взяв титул на 10-тысячнике из цикла ITF в Великобритании. В марте 2010 года она дебютировала в WTA-туре, получив специальное приглашение на крупный турнир в Майами. В июне она также, получив приглашение на Уимблдонский турнир, впервые сыграла в основной сетке взрослых соревнований из серии Большого шлема. После Уимблдона Хезер смогла выиграть 25-тысячник ITF у себя на родине, а в ноябре победила уже на 50-тысячнике в Торонто.
В январе 2011 года Уотсон, начав с квалификации смогла впервые выйти в четвертьфинал в рамках WTA-тура на турнире в Окленде. В феврале она сыграла первые матчи за сборную Великобритании в розыгрыше Кубка Федерации. Затем она вышла в 1/4 финала зального турнира в Мемфисе, начав свой путь с отбора в квалификации. В июне после прохода во второй раунд Открытого чемпионата Франции Уотсон в мировом одиночном рейтинге поднялась в пределы первой сотни. Третьего четвертьфинала в сезоне в основном туре она достигла в сентябре на турнире в Квебеке.
На Уимблдонском турнире 2012 года Уотсон впервые смогла выйти в третий раунд на Большом шлеме. В июле на турнире в Станфорде она взяла первый титул WTA, выиграв его в парном разряде совместно с Мариной Эракович. В конце июля Хезер приняла участие в летних Олимпийских играх 2012 года в Лондоне. Эта Олимпиада стала дебютной в её карьере. В одиночном разряде она выиграла один матч и вышла во второй раунд, а в парах проиграла уже на старте. В августе Уотсон и Эракович выиграли второй совместный парный титул в сезоне, став победительницами турнира в Далласе. В октябре Хезер удалось выиграть первый трофей WTA и в одиночном разряде. Она стала победительницей турнира в Осаке, обыграв в финале Чжан Кайчжэнь со счётом 7-5, 5-7, 7-6(4). По итогам сезона британка смогла войти в топ-50, заняв 49-е место.

### 2013—2017
На старте сезона 2013 года Уотсон впервые вышла в третий раунд Открытого чемпионата Австралии. В феврале она единственный раз за сезон вышла в четвертьфинал WTA-тура на турнире в Мемфисе. В феврале уже 2014 года Хезер победила на 100-тысячнике ITF в Мидленде. В мае она выиграла ещё один 100-тысячник ITF в Праге. В июне уже на турнире основного тура WTA в Истборне Уотсон смогла выйти в полуфинал. В июле она смогла выиграть парный трофей на турнире в Баку, завоевав его с россиянкой Александрой Пановой.
2015 года Уотсон начала удачно, сумев победить на турнире в Хобарте. В решающем матче она смогла обыграть Мэдисон Бренгл — 6-3, 6-4. Это победа позволила британке подняться на самую высокую в карьере — 39-ю позицию в женском рейтинге. В марте на крупном турнире в Индиан-Уэллсе на стадии третьего раунда она впервые обыграла теннисистку из топ-10, победив № 8 в мире на тот момент Агнешку Радваньскую (6-4, 6-4). Летом на Уимблдоне Уотсон повторила своё лучшее достижение, пройдя в третий раунд главного турнира на траве.
В марте 2016 года Уотсон смогла выиграть третий одиночный титул WTA. Она победила на турнире в Монтеррее, в финале которого Хезер переиграла Кирстен Флипкенс со счётом 3-6, 6-2, 6-3. На Премьер-турнире высшей категории в Майами Уотсон удалось выиграть три матча и пройти в четвёртый раунд. На Уимблдонском турнире она смогла добиться успеха в миксте в дуэте с финским теннисистом Хенри Континеном. Таким образом, она впервые стала обладательницей титула из серии Большого шлема.
| Стадия  | Соперники                        | Посев | Счёт        |
| 1 раунд | Луиза Чирико Денис Кудла         |       | Без игры    |
| 2 раунд | Елена Веснина Бруно Соарес       | 2     | Без игры    |
| 3 раунд | Мартина Хингис Леандер Паес      | 16    | 3-6 6-3 6-2 |
| 1/4     | Алла Кудрявцева Скотт Липски     |       | 6-3 6-2     |
| 1/2     | Елена Остапенко Оливер Марах     |       | 7-6(1) 6-3  |
| Финал   | Анна-Лена Грёнефельд Роберт Фара | 15    | 7-6(5) 6-4  |

В августе 2016 года Уотсон приняла участие в Олимпийских играх в Рио-де-Жанейро. Она выступила во всех трёх разрядах и показала везде одинаковый результат, выиграв стартовый раунд, Хезер проигрывала на следующей стадии.
В июне 2017 года Уотсон сыграла в финале 100-тысячника ITF в Сербитоне. На турнире WTA в Истборне она смогда пройти в полуфинал и выбить из сетки во втором раунде № 9 в мире на тот момент Доминику Цибулкову (7-5, 6-4). На Уимблдонском турнире британская спортсменка доиграла до третьего раунда, а в соревнованиях в миксте второй год подряд вышла в финал в паре с Хенри Континеном. На этот раз им не удалось выиграть заветный трофей. В решающем матче Уотсон и Континен проиграли паре Джейми Маррей и Мартина Хингис — 4-6, 4-6.

### 2018—2020
В январе 2018 года Уотсон вышла в полуфинал в Хобарте, начав выступления на турнире с отбора в квалификации. В борьбе за финал 12 января Хезер уступила бельгийской теннисистке Элизе Мертенс. В феврале ей удалось выиграть парный приз турнира в Акапулько, который она завоевала в партнёрстве с Татьяной Марией. Летом на Уимблдонском турнире их дуэт смог выйти в четвертьфинал. Для Уотсон это был первый выход в эту стадию на Больших шлемах в женском парном разряде. В августе Хезер сыграла в финале 100-тысячника ITF в Ванкувере. В сентябре она прошла в полуфинал турнира WTA в Квебеке.
В 2019 году Уотсон выиграла два турнира из цикла ITF: в мае в Фукуоке и в августе в Ванкувере. В основном туре WTA главным достижениям сезона стал выход в финал на турнире в Тяньцзине в октябре.
В январе 2020 года Уотсон смогла выйти в полуфинал турнира в Хобарте, начав его с квалификации. После Открытого чемпионата Австралии ей удалось выиграть турнир в Акапулько, где в финале она обыграла молодую канадскую теннисистку Лейлу Анни Фернандес со счётом 6-4, 6-7(8), 6-1.

## Итоговое место в рейтинге WTA по годам
| Год  | Одиночный рейтинг | Парный рейтинг |
| 2023 | 169               | 88             |
| 2022 | 133               | 115            |
| 2021 | 73                | 112            |
| 2020 | 59                | 163            |
| 2019 | 92                | 113            |
| 2018 | 101               | 50             |
| 2017 | 74                | 123            |
| 2016 | 77                | 72             |
| 2015 | 54                | 102            |
| 2014 | 50                | 131            |
| 2013 | 119               | 135            |
| 2012 | 49                | 52             |
| 2011 | 92                | 172            |
| 2010 | 176               | 254            |
| 2009 | 588               | 589            |

## Выступления на турнирах

### Финалы турнировWTAв одиночном разряде (5)

#### Победы (4)
| Легенда:                                   |
| ------------------------------------------ |
| Турниры Большого шлема (0+0+1)*            |
| Олимпиада (0)                              |
| Итоговый турнир WTA (0)                    |
| Premier Mandatory / WTA 1000 Mandatory (0) |
| Premier 5 / WTA 1000 (0)                   |
| Premier / WTA 500 (0+1)                    |
| International / WTA 250 (4+4)              |

| Титулы по покрытиям | Титулы по месту проведения матчей турнира |
| ------------------- | ----------------------------------------- |
| Хард (4+4*)         | Зал (0)*                                  |
| Грунт (0+1)         | Зал (0)*                                  |
| Трава (0+0+1)       | Открытый воздух (4+5+1)                   |
| Ковёр (0)           | Открытый воздух (4+5+1)                   |

* количество побед в одиночном разряде + количество побед в парном разряде + количество побед в миксте.
| №  | Дата            | Турнир             | Покрытие | Соперница в финале   | Счёт           |
| 1. | 14 октября 2012 | Осака, Япония      | Хард     | Чжан Кайчжэнь        | 7-5 5-7 7-6(4) |
| 2. | 17 января 2015  | Хобарт, Австралия  | Хард     | Мэдисон Бренгл       | 6-3 6-4        |
| 3. | 6 марта 2016    | Монтеррей, Мексика | Хард     | Кирстен Флипкенс     | 3-6 6-2 6-3    |
| 4. | 29 февраля 2020 | Акапулько, Мексика | Хард     | Лейла Анни Фернандес | 6-4 6-7(8) 6-1 |

#### Поражения (1)
| №  | Дата            | Турнир           | Покрытие | Соперница в финале | Счёт    |
| 1. | 13 октября 2019 | Тяньцзинь, Китай | Хард     | Ребекка Петерсон   | 4-6 4-6 |

### Финалы турнировWTA 125иITFв одиночном разряде (13)

#### Победы (7)
| Легенда:                    |
| --------------------------- |
| WTA 125 (0)*                |
| 100.000 USD (3+2)           |
| 80.000 (75.000)** USD (0)   |
| 60.000 (50.000)** USD (2+1) |
| 40.000 USD (0+1)            |
| 25.000 USD (1)              |
| 15.000 (10.000)** USD (1)   |

** призовой фонд до 2017 года
| Титулы по покрытиям | Титулы по месту проведения матчей турнира |
| ------------------- | ----------------------------------------- |
| Хард (4+2)*         | Зал (2+1)                                 |
| Грунт (1+1)         | Зал (2+1)                                 |
| Трава (1)           | Открытый воздух (5+3)                     |
| Ковёр (1+1)         | Открытый воздух (5+3)                     |

* количество побед в одиночном разряде + количество побед в парном разряде.
| №  | Дата            | Турнир                  | Покрытие   | Соперница в финале     | Счёт          |
| 1. | 18 июля 2009    | Фринтон, Великобритания | Трава      | Анна Фицпатрик         | 4-6 6-4 6-2   |
| 2. | 25 июля 2010    | Рексем, Великобритания  | Хард       | Саня Мирза             | 6-2 6-4       |
| 3. | 7 ноября 2010   | Торонто, Канада         | Хард (зал) | Ализе Лим              | 6-3 6-3       |
| 4. | 16 февраля 2014 | Мидленд, США            | Хард (зал) | Ксения Первак          | 6-4 6-0       |
| 5. | 18 мая 2014     | Прага, Чехия            | Грунт      | Анна Каролина Шмидлова | 7-6(5) 6-0    |
| 6. | 12 мая 2019     | Фукуока, Япония         | Ковёр      | Зарина Дияс            | 7-6(1) 7-6(4) |
| 7. | 18 августа 2019 | Ванкувер, Канада        | Хард       | Сара Соррибес Тормо    | 7-5 6-4       |

#### Поражения (6)
| №  | Дата             | Турнир                   | Покрытие   | Соперница в финале   | Счёт           |
| 1. | 24 сентября 2011 | Шрусбери, Великобритания | Хард (зал) | Мона Бартель         | 0-6 3-6        |
| 2. | 11 июня 2017     | Сербитон, Великобритания | Трава      | Магдалена Рыбарикова | 4-6 5-7        |
| 3. | 19 августа 2018  | Ванкувер, Канада         | Хард       | Мисаки Дои           | 7-6(4) 1-6 4-6 |
| 4. | 23 октября 2022  | Глазго, Великобритания   | Хард (зал) | Юрико Миядзаки       | 7-5 6-7(5) 2-6 |
| 5. | 19 февраля 2023  | Глазго, Великобритания   | Хард (зал) | Мари Бенуа           | 6-3 4-6 1-6    |
| 6. | 30 апреля 2023   | Кальви, Франция          | Хард       | Лукреция Стефанини   | 2-6 6-3 3-6    |

### Финалы турнировWTAв парном разряде (14)

#### Победы (5)
| №  | Дата            | Турнир             | Покрытие | Партнёрша         | Соперницы в финале                  | Счёт           |
| 1. | 15 июля 2012    | Станфорд, США      | Хард     | Марина Эракович   | Ярмила Гайдошова Ваня Кинг          | 7-5 7-6(7)     |
| 2. | 25 августа 2012 | Грейпвайн, США     | Хард     | Марина Эракович   | Лига Декмейере Ирина Фалькони       | 6-3 6-0        |
| 3. | 27 июля 2014    | Баку, Азербайджан  | Хард     | Александра Панова | Ралука Олару Шахар Пеер             | 6-2 7-6(3)     |
| 4. | 3 марта 2018    | Акапулько, Мексика | Хард     | Татьяна Мария     | Кейтлин Кристиан Сабрина Сантамария | 7-5 2-6 [10-2] |
| 5. | 30 июля 2023    | Варшава, Польша    | Хард     | Янина Викмайер    | Катажина Питер Вероника Фальковская | 6-4 6-4        |

#### Поражения (9)
| №  | Дата             | Турнир                        | Покрытие   | Партнёрша          | Соперницы в финале                    | Счёт                 |
| 1. | 16 сентября 2012 | Квебек, Канада                | Хард (зал) | Алиция Росольская  | Татьяна Малек Кристина Младенович     | 6-7(5) 7-6(6) [7-10] |
| 2. | 14 октября 2012  | Осака, Япония                 | Хард       | Кимико Датэ-Крумм  | Ракель Копс-Джонс Абигейл Спирс       | 1-6 4-6              |
| 3. | 16 октября 2016  | Гонконг                       | Хард       | Наоми Броуди       | Чжань Хаоцин Чжань Юнжань             | 3-6 1-6              |
| 4. | 17 июня 2018     | Ноттингем, Великобритания     | Трава      | Михаэла Бузарнеску | Алиция Росольская Абигейл Спирс       | 3-6 6-7(5)           |
| 5. | 24 февраля 2019  | Будапешт, Венгрия             | Хард (зал) | Фанни Штоллар      | Екатерина Александрова Вера Звонарёва | 4-6 6-4 [7-10]       |
| 6. | 20 марта 2021    | Монтеррей, Мексика            | Хард       | Чжэн Сайсай        | Кэролайн Доулхайд Эйжа Мухаммад       | 2-6 3-6              |
| 7. | 18 июня 2023     | Ноттингем, Великобритания (2) | Трава      | Хэрриет Дарт       | Ингрид Нил Ульрикке Эйкери            | 6-7(6) 7-5 [8-10]    |
| 8. | 6 января 2024    | Брисбен, Австралия            | Хард       | Грет Миннен        | Людмила Киченок Елена Остапенко       | 5-7 2-6              |
| 9. | 11 февраля 2024  | Абу-Даби, ОАЭ                 | Хард       | Линда Носкова      | София Кенин Бетани Маттек-Сандс       | 4-6 6-7(4)           |

### Финалы турнировWTA 125иITFв парном разряде (10)

#### Победы (4)
| №  | Дата            | Турнир               | Покрытие   | Партнёрша      | Соперницы в финале             | Счёт           |
| 1. | 16 февраля 2014 | Мидленд, США         | Хард (зал) | Анна Татишвили | Мария Санчес Шэрон Фичмен      | 7-5 5-7 [10-6] |
| 2. | 19 мая 2017     | Трнава, Словакия     | Грунт      | Наоми Броуди   | Рената Ворачова Чжуан Цзяжун   | 6-3 6-2        |
| 3. | 12 мая 2019     | Фукуока, Япония      | Ковёр      | Наоми Броуди   | Кристи Ан Элисон Бэй           | Без игры       |
| 4. | 15 октября 2023 | Алмансил, Португалия | Хард       | Оливия Гадецки | Матильда Жорже Франсиска Жорже | 6-4 6-1        |

#### Поражения (6)
| №  | Дата            | Турнир                    | Покрытие   | Партнёрша          | Соперницы в финале                  | Счёт           |
| 1. | 18 марта 2012   | Клирвотер, США            | Хард       | Наоми Броуди       | Екатерина Горгодзе Алёна Сотникова  | 3-6 2-6        |
| 2. | 10 июня 2012    | Ноттингем, Великобритания | Трава      | Лора Робсон        | Элени Данилиду Кейси Деллакква      | 4-6 2-6        |
| 3. | 9 июня 2019     | Сербитон, Великобритания  | Трава      | Янина Викмайер     | Дженнифер Брэди Кэролайн Доулхайд   | 3-6 4-6        |
| 4. | 29 октября 2023 | Тампико, Мексика          | Хард       | Сабрина Сантамария | Камилла Рахимова Анастасия Тихонова | 6-7(5) 2-6     |
| 5. | 3 декабря 2023  | Андорра-ла-Велья, Андорра | Хард (зал) | Тимея Бабош        | Эрика Андреева Селин Неф            | 2-6 1-6        |
| 6. | 10 декабря 2023 | Дубай, ОАЭ                | Хард       | Оливия Николлс     | Тимея Бабош Вера Звонарёва          | 1-6 6-2 [7-10] |

### Финалы турниров Большого шлема в смешанном парном разряде (2)

#### Победы (1)
| №  | Год  | Турнир   | Покрытие | Партнёр        | Соперники в финале               | Счёт       |
| 1. | 2016 | Уимблдон | Трава    | Хенри Континен | Анна-Лена Грёнефельд Роберт Фара | 7-6(5) 6-4 |

#### Поражения (1)
| №  | Год  | Турнир   | Покрытие | Партнёр        | Соперники в финале           | Счёт    |
| 1. | 2017 | Уимблдон | Трава    | Хенри Континен | Мартина Хингис Джейми Маррей | 4-6 4-6 |